# Halowe Mistrzostwa Polski Seniorów w Lekkoatletyce 1973
14. Halowe Mistrzostwa Polski Seniorów w Lekkoatletyce – zawody sportowe, które rozegrano 24 i 25 lutego 1973 w Zabrzu (biegi na 60 metrów i 60 metrów przez płotki) oraz w Warszawie (pozostałe konkurencje). Były to pierwsze mistrzostwa po 22 latach przerwy (poprzednio rozgrywano je w latach 1933–1939 oraz 1946–1951, a potem od 1954 do 1956 jako ogólnopolskie zawody w hali bez rangi mistrzowskiej).
Podczas zawodów Grażyna Rabsztyn ustanowiła halowy rekord świata w biegu na 60 m przez płotki.
Wyniki zawodów w Zabrzu i Warszawie podane są łącznie.

## Rezultaty

### Mężczyźni
| Konkurencja:              | 1. miejsce                             | Rezultat | 2. miejsce                             | Rezultat | 3. miejsce                            | Rezultat |
| Bieg na 60 m              | Zenon Nowosz Legia Warszawa            | 6,52     | Ryszard Tulkis AZS Warszawa            | 6,56     | Stanisław Wagner AZS Łódź             | 6,58     |
| Bieg na 400 m             | Jan Balachowski Cracovia               | 48,2     | Dariusz Podobas AZS Warszawa           | 48,5     | Zbigniew Jaremski Górnik Zabrze       | 48,4     |
| Bieg na 800 m             | Krzysztof Linkowski Olimpia Poznań     | 1:51,0   | Czesław Jursza Zawisza Bydgoszcz       | 1:51,2   | Lesław Zając Górnik Wałbrzych         | 1:51,3   |
| Bieg na 1500 m            | Włodzimierz Staszak Zawisza Bydgoszcz  | 3:45,2   | Henryk Sapko Legia Warszawa            | 3:46,4   | Zygmunt Pasternak Skra Warszawa       | 3:46,7   |
| Bieg na 3000 m            | Bronisław Malinowski Olimpia Grudziądz | 8:01,8   | Kazimierz Maranda Łódzki Klub Sportowy | 8:08,6   | Ryszard Chudecki Łódzki Klub Sportowy | 8:09,2   |
| Bieg na 60 m przez płotki | Adam Galant Górnik Wałbrzych           | 7,57     | Mirosław Wodzyński Legia Warszawa      | 7,65     | Leszek Wodzyński Legia Warszawa       | 7,68     |
| Skok wzwyż                | Janusz Białogrodzki Polonia Warszawa   | 2,14     | Marek Jędrzejczak AZS Łódź             | 2,05     | Andrzej Rębowski Skra Warszawa        | 2,00     |
| Skok o tyczce             | Tadeusz Olszewski Legia Warszawa       | 5,30     | Włodzimierz Sokołowski Legia Warszawa  | 5,10     | Władysław Kozakiewicz Bałtyk Gdynia   | 5,10     |
| Skok w dal                | Grzegorz Cybulski Zagłębie Lubin       | 7,85     | Stanisław Szudrowicz Warta Poznań      | 7,64     | Roman Niciecki Olimpia Poznań         | 7,61     |
| Trójskok                  | Michał Joachimowski Zawisza Bydgoszcz  | 16,30    | Eugeniusz Biskupski Legia Warszawa     | 15,97    | Adam Adamek Górni Wałbrzych           | 15,54    |
| Pchnięcie kulą            | Stanisław Wołodko Zawisza Bydgoszcz    | 18,08    | Andrzej Jóźwiak Gwardia Warszawa       | 17,82    | Tadeusz Sadza Zawisza Bydgoszcz       | 17,65    |

### Kobiety
| Konkurencja:              | 1. miejsce                           | Rezultat | 2. miejsce                         | Rezultat | 3. miejsce                         | Rezultat |
| Bieg na 60 m              | Maria Żukowska AZS Warszawa          | 7,28     | Danuta Jędrejek Start Lublin       | 7,32     | Urszula Styranka Gwardia Olsztyn   | 7,39     |
| Bieg na 400 m             | Danuta Piecyk Gwardia Olsztyn        | 55,2     | Marta Skrzypińska Polonia Warszawa | 56,0     | Krystyna Kacperczyk Skra Warszawa  | 56,2     |
| Bieg na 800 m             | Elżbieta Skowrońska Spójnia Warszawa | 2:05,9   | Krystyna Lech Górnik Zabrze        | 2:08,8   | Anna Bukis Skra Warszawa           | 2:09,3   |
| Bieg na 1500 m            | Urszula Szymańska Pomorze Stargard   | 4:30,7   | Izabela Mróz AZS Warszawa          | 4:31,0   | Zofia Kołakowska Spójnia Warszawa  | 4:31,7   |
| Bieg na 60 m przez płotki | Grażyna Rabsztyn Gwardia Warszawa    | 8,06     | Teresa Nowak Gwardia Warszawa      | 8,14     | Iwona Dęga Gwardia Warszawa        | 8,38     |
| Skok wzwyż                | Dorota Lubowicka Śląsk Wrocław       | 1,74     | Halina Fornal LZS Bliżyn           | 1,68     | Krystyna Świtalska Śląsk Wrocław   | 1,68     |
| Skok w dal                | Mirosława Sarna Budowlani Kielce     | 6,29     | Barbara Skowronek Wisła Kraków     | 6,15     | Halina Kamińska Włókniarz Tomaszów | 6,14     |
| Pchnięcie kulą            | Ludwika Chewińska Gwardia Warszawa   | 17,84    | Danuta Rosani Gwardia Warszawa     | 15,70    | Janina Danilczuk Wisła Kraków      | 15,08    |